# Подстепное (Саратовская область)
Подсте́пное — село в Энгельсском районе Саратовской области, в составе Красноярского муниципального образования. Основано как немецкая колония Розенгейм в 1765 году. Население — 903 (2015)

## Физико-географическая характеристика
Село находится в Низком Заволжье, относящемся к Восточно-Европейской равнине, на первой надпойменной террасе реки Волга. Высота центра населённого пункта — 26 метров над уровнем моря. В окрестностях населённого пункта распространены тёмно-каштановые почвы. Почвообразующие породы — глины и суглинки.
По автомобильным дорогам расстояние до административного центра сельского поселения села Красный Яр — 7 км, до районного центра города Энгельс составляет 37 км, до областного центра города Саратова — 53 км.
Климат
Климат умеренный континентальный (согласно классификации климатов Кёппена — Dfa). Многолетняя норма осадков — 462 мм. В течение года осадки распределены относительно равномерно: наибольшее количество осадков выпадает в ноябре и декабре — по 46 мм, наименьшее в марте и апреле — по 27 мм. Среднегодовая температура положительная и составляет + 6,7 °С, средняя температура самого холодного месяца января −10,0 °С, самого жаркого месяца июля +22,8 °С.

## История
Немецкая колония Розенгейм была основана в 1765 году. Основатели — 65 семей из Швабии. В 1768 году колония получила название Подстепная. Относилась она к Красноярскому округу Новоузенского уезда Самарской губернии. C 1767 года — лютеранский приход Розенгейм. В 1857 году земельный надел составлял 4538 десятин.
В 1877—1878 годах 304 жителя выехало в Америку.
В начале XX века имелись ветряные мельницы братьев Арнольд, паровая мельница, земское училище.
После образования в 1918 году трудовой коммуны (автономной области) немцев Поволжья село Розенгейм — административный центр Розенгеймского сельского совета Марксштадтского кантона. С 1922 года, после образования Красноярского кантона, и до ликвидации АССР немцев Поволжья в 1941 году, село Розенгейм относилось к Красноярскому кантону республики немцев Поволжья (с 1927 по 1935 — в составе Марксштадтского кантона).
В голод 1921 года в селе родилось 160, умерли 513 человек. В 1926 году в селе имелись сельсовет, кооперативная лавка, сельскохозяйственное кооперативное товарищество, начальная школа, пункт ликбеза, передвижная библиотека, детдом. В период коллективизации организованы колхозы "Нойес Лебен и имени Ворошилова. В 1927 году селу Подстепное Марксштадтского кантона официально присвоено название Розенгейм.
В сентябре 1941 года немецкое население было депортировано. Село, как и другие населённые пункты Красноярского кантона было включено в состав Саратовской области, впоследствии внось переименовано в Подстепное.
В 1984 года указом Президиума ВС РСФСР посёлок центральной усадьбы совхоза «Подстепное» переименован в Подстепное.

## Население
В 1788 году здесь насчитывалось 54 семейства, население 254 человека (138 мужчин и 116 женщин). В 1910 году здесь жило уже 4224 человека (2081 мужчина и 2143 женщины).
Динамика численности населения
| 1767 | 1773 | 1788 | 1798 | 1816 | 1834 | 1850 | 1859 | 1883 | 1889 | 1897 | 1904 | 1912 | 1920 | 1922 | 1923 | 1926 | 1931 |
| ---- | ---- | ---- | ---- | ---- | ---- | ---- | ---- | ---- | ---- | ---- | ---- | ---- | ---- | ---- | ---- | ---- | ---- |
| 251  | 274  | 254  | 329  | 488  | 870  | 1263 | 1540 | 2219 | 2474 | 2737 | 3579 | 4679 | 3584 | 2636 | 2746 | 2937 | 3146 |

| 2002 | 2010 | 2015 |
| ---- | ---- | ---- |
| 814  | ↘787 | ↗903 |